# Администрация аэропортов Кении
Администрация аэропортов Кении является владельцем и оператором девяти гражданских аэропортов и взлетно-посадочных полос в Кении. Администрация аэропортов была создана законом парламента в 1992 году. Её головной офис находится на территории Международного аэропорта имени Джомо Кеньяты в Найроби.

## Аэропорты
- Международный аэропорт имени Джомо Кениаты — Найроби
- Международный аэропорт имени Мои — Момбаса
- Международный аэропорт Элдорет — Элдорет
- Аэропорт Уилсон — Найроби
- Международный аэропорт Кисуму — Кисуму
- Аэропорт Малинди — Малинди

## Взлётно-посадочные полосы
- Аэропорт Локичоггио - Локичоггио
- Аэропорт Манда - Манда
- Аэропорт Укунда  - Диани Бич